# ツール・ド・フランス2010
ツール・ド・フランス2010は、ツール・ド・フランスの第97回目の大会である。2010年7月3日から7月25日までの日程で開催された。

## 概要
コースプレゼンテーションは2009年10月14日、パレ・デ・コングレにて行われた。
スタート地点はオランダ・ロッテルダムが設定され、09ブエルタのアッセン、10ジロのアムステルダムに続き3連続でオランダがグランデパールを務めることとなった。オランダからスタートするのは1996年（スヘルトーヘンボス）以来14年ぶり。初日は個人タイムトライアル（TT）を行うが、距離が8kmのため『プロローグ』という扱いになった。
第3ステージでは、伝統あるワンデーレースであるパリ〜ルーベの難所で有名なアランベール (Arenberg) の石畳道を通過するという告知が当初なされたが、危険すぎるという理由でその手前にゴールが移動された。合計で13.2kmの石畳区間があり、これはツール・ド・フランスとしては1983年以来最長であった。
第16・第17ステージでは、ピレネー山脈のツールマレー峠を2回通過する。これは、ツール・ド・フランスがこの峠を通過するのが100周年になることを記念するもので、第17ステージではツールマレー峠がゴールとなる。
チームTTが廃止されたことと、タイムを計測される個人TTが2ステージ合計60.9kmと短いという2つの要因によって、オールラウンダーだけでなくクライマー特化型の選手にも、チャンスが広がることとなった。序盤でかなりのパヴェゾーン（石畳の区間）を通過することから、1999年のアレックス・ツェーレ他や2004年のイバン・マヨのようなアクシデントが起こらないとは限らず、序盤での波乱が危惧されるコースレイアウトとなった。

## 選手の出場動向

### 総合優勝争い
- まずは前年優勝者アルベルト・コンタドール（アスタナ）。タイムトライアルでも山岳でも欠点が見あたらないため今年も優勝候補ナンバーワンに挙げられた。前哨戦であるクリテリウム・デュ・ドフィネでもラルプ・デュエズ山頂ゴールを制しておりコンディションも好調。アシストも充実しており2年連続、3回目のマイヨ・ジョーヌを目指す。唯一の不安要素はアレクサンドル・ヴィノクロフが去年のランス・アームストロング同様に内乱を起こさないか、であった。
- 対抗馬は前年2位&マイヨ・ブランのアンディ・シュレク（サクソバンク）。苦手だったタイムトライアルもルクセンブルク選手権で優勝と欠点を克服しつつある。ルクセンブルクロードチャンピオンの兄フランク・シュレク、タイムトライアル世界王者であり、そしてパヴェも得意なファビアン・カンチェラーラ、デンマークチャンピオンニキ・セレンセン、デンマークＴＴチャンピオンヤコブ・フグルサング、ジロステージ1勝のクリス・アンカー・セレンセン、今ツールがラストと噂された大ベテランイェンス・フォイクトなど有力アシスト陣に支えられ、ウルリッヒ以来となる3年連続のマイヨ・ブランと同時にマイヨ・ジョーヌを狙う。
- 今年が最後のツールだと宣言したランス・アームストロング（チーム・レディオシャック）も優勝候補の一人。アシスト陣もクリストファー・ホーナー、アンドレアス・クレーデン、リーヴァイ・ライプハイマーなどツールに複数回出場したベテラン揃い。クリテリウム・ドゥ・ドーフィネでコンタドールを退けたヤネス・ブライコヴィッチ含め、どのような状況にも対応出来る布陣をそろえてきた。
- 昨年頃からオールラウンダーの才能を開花させたブラッドリー・ウィギンス（チームスカイ）、去年そのウィギンスと共に上位に入ったクリスティアン・ヴァンデヴェルデ（ガーミン・トランジションズ)、ジロ・デ・イタリアとのダブルツールを狙うイヴァン・バッソ（リクイガス・ドイモ）、ジロのリベンジを誓うカルロス・サストレ（サーヴェロ・テストチーム）、世界王者カデル・エヴァンス（BMC・レーシングチーム）、ジロ2連覇を狙わずツールに絞ってきたデニス・メンショフ（ラボバンク）、ルイス・レオン・サンチェス（ケス・デパーニュ）、ダミアーノ・クネゴ（ランプレ）、特に下りで力を発揮する09ブエルタ2位のサムエル・サンチェス（エウスカルテル・エスカルティ）などが期待された。

### 有力スプリンター
- 前年ステージ6勝ながら1ステージのポイント剥奪に泣いたマーク・カヴェンディッシュ対1勝ながら難関山岳を逃げ、中間スプリントをコツコツと稼ぎマイヨ・ヴェールを獲得したトル・フースホフトの2強対決が今年も見られるか。カヴェンディッシュは最強のリードアウターマーク・レンショーの復活やベルンハルト・アイゼル、ベルト・グラプシュと去年も大暴れしたアシストを持つが、レース内外で色々とトラブルが多く、しっかりと精神面肉体面の集中を高めツールへ来られるかが一つの問題。対するフースホフトはノルウェーチャンピオンにも輝き心身共に最高の状態でツール入りする。ただし盟友ハインリヒ・ハウスラーを怪我で欠くのが不安要素。
- 1年の沈黙を破り3枚のマイヨ・ヴェールを獲得した（ちなみに今年のプロトン内最多獲得）ロビー・マキュアンが復活。今年はフィリッポ・ポッツァートが出場しないためスプリントは完全なマキュアンシフトが可能。たとえアシストがいなくても得意のただ乗りでステージ優勝とカムバックを狙う。
- 2010年ジロにて最多のスプリントステージ2勝を挙げたタイラー・ファーラーも今年は候補の一人。ジュリアン・ディーン、ロバート・ハンターと経験豊富な専用トレインが若手をサポートする。
- 他にも09ブエルタ1勝のゲラルド・チオレック（チームミルラム）、今年のミラノ〜サンレモを制したオスカル・フレイレ（ラボバンク）、ジロこそ不本意に終わったがリベンジを誓うアレ・ジェットことアレッサンドロ・ペタッキ（ランプレ）、山岳にも対応出来る若手、しかもノルウェータイムトライアルを制しロングスプリントにも対応するエドヴァルド・ボアソン・ハーゲン（チームスカイ）らも虎視眈々とチャンスを狙う。

### その他
- 新城幸也（Bbox ブイグテレコム）の2年連続出場が決定。1年に2度のグランツール出場、また2年連続同一グランツールは日本人初となる。
- その新城が所属するBbox ブイグテレコムはエースにトマ・ヴォクレールを据え、スプリントは捨てた形に。より自由に動けるようになった新城・ヴォクレールの逃げスペシャリストに加え、昨年難関ステージで勝利を飾ったピエリック・フェドリゴの3人をメインに区間勝利を目指す。
- フットオン・セルヴェットはほとんどがツール初参加という非常に若いチームで挑戦、平均25.5歳となった。

## レース展開
- 3年ぶりのプロローグを制したのは大本命現・TT世界チャンピオンのファビアン・カンチェラーラ。総合争いの選手ではランス・アームストロングとアルベルト・コンタドールが好調な滑り出し。第1ステージではレース終盤に落車が続出しスプリントに参加できない選手が続出する中でアレサンドロ・ペタッキが優勝。続く第2ステージではまたも落車が続発しメイン集団が事実上レースを放棄する事態に。この間隙を縫う形でシルヴァン・シャヴァネルがステージ優勝、さらにマイヨ・ジョーヌを獲得した。

- パリ～ルーベで使用される石畳が登場した第3ステージでは、危惧されていたトラブルが多発。フランク・シュレクが落車による鎖骨骨折でリタイア、アームストロングがパンクで後退、シャヴァネルも2度に渡るパンクでマイヨ・ジョーヌを喪失、コンタドールも最後の最後でメカトラブルでタイムを失ってしまった。ステージ優勝はトル・フースホフト、マイヨ・ジョーヌはカンチェラーラが奪回。総合争いではアンディ・シュレクとカデル・エヴァンスが大きくタイムを稼ぐことに成功した。第4ステージではペタッキが2勝目。第5ステージではここまで全く良いところがなかったマーク・カヴェンディッシュがついに初勝利。勢いに乗ったカヴェンディッシュは続く第6ステージも連勝。

- アルプスに突入した第7ステージはまたも果敢な飛び出しを見せたシャヴァネルが2勝目、マイヨ・ジョーヌを奪還した。続く初の山頂ゴールとなる第8ステージではアンディがグランツール初勝利、マイヨ・ジョーヌはエヴァンスの元へ。アームストロングが3度の落車に巻き込まれるなどして大きく遅れて総合争いから脱落した。

- 休息日を挟んだ第9ステージはマドレーヌ峠でエヴァンスが脱落する波乱の展開に。ステージ優勝はサンディ・カザール、アンディが初のマイヨ・ジョーヌ獲得となった。第10ステージは大逃げ容認となりセルジオ・パウリーニョが僅差のスプリントを制してステージ優勝。

- 第11ステージはカヴェンディッシュが3勝目を挙げるも発射台のマーク・レンショーがジュリアン・ディーンに対する頭突き行為でレース除外となる事態に。第12ステージは最後の急坂で飛び出したホアキン・ロドリゲスがコンタドールとの一騎討ちを制した。第13ステージでは最後の3級山岳で飛び出したアレクサンドル・ヴィノクロフが見事な独走勝利。

- 勝負のピレネー初日となった第14ステージはクリストフ・リブロンが逃げ切り勝ち。アンディとコンタドールは睨み合いの展開で動かず。トマ・ヴォクレールが制した続く第15ステージが論議を呼ぶステージとなった。ステージ終盤の超級バレス峠でアタックを仕掛けたアンディにチェーントラブルが発生。これに対しコンタドール、デニス・メンショフ、サムエル・サンチェスはアンディを待つこと無く先行。結局アンディはコンタドール達から39秒遅れてしまいマイヨ・ジョーヌは8秒差でコンタドールに移動。しかしこの行為に対し表彰式でコンタドールに容赦無いブーイングが飛ぶなど後味の悪さが残った。第16ステージではアームストロングが逃げて大きな見せ場を作ったが、最後のスプリントに全盛期の切れが見られずステージ優勝はピエリック・フェドリゴの物となった。

- 2度目の休息日を挟んで第17ステージはツールマレー峠山頂ゴール決戦。最後はアンディとコンタドールの一騎討ちとなり、息詰まる展開の末コンタドールがステージ優勝を譲る形でアンディがステージ2勝目を挙げた。第18ステージはカヴェンディッシュがステージ4勝目。

- 今大会唯一の長距離個人TTとなった第19ステージではカンチェラーラがまたも貫禄の走りでステージ2勝目。コンタドールとアンディの総合争いは一時アンディがバーチャルで2秒差まで迫るも、最後はコンタドールが底力で39秒差まで押し戻して決着をつけた。

- 最終第20ステージパリ・シャンゼリゼゴールは昨年に続いてカヴェンディッシュが制してステージ5勝目、有終の美を飾った。

## レビュー
- 総合優勝は2年連続3度目となるアルベルト・コンタドール（アスタナ）だったが、 日スポーツ仲裁裁判所(CAS)がコンタドールのドーピング違反を認定し、2011年1月25日から2年間の出場停止を裁定され、総合優勝が剥奪された。

- アンディ・シュレクは当初、2年連続の総合2位の成績だったが、2012年3月27日、ツール・ド・フランスの運営責任者、クリスティアン・プリュドムがベルギーの新聞、ル・ソワール紙にて、アンディ・シュレクを当年大会の総合優勝者として認定し、それに関連する公式式典を行う用意があるとの発言をおこなった[2]。2012年5月29日、ツール・ド・フランス主催者ASO（アモリ・スポル・オルガニザシオン）は、ルクセンブルクのモンドルフ・レ・バンにて公式式典を行い、アンディ・シュレクを繰上げの総合優勝者として、正式に当年大会のマイヨジョーヌをアンディに授与した。

- アンディは石畳の第3ステージでコンタドール等からタイムを奪うが、兄がアクシデントでリタイアとなった。第8ステージで初のステージ優勝を果たし、続く第9ステージで初めてマイヨ・ジョーヌに袖を通した。その後、前述のアクシデントで第15ステージでジャージを失うも、ツールマレー峠頂上ゴールとなった第17ステージではコンタドールとの一騎討ちの末ステージ2勝目を挙げ、第19ステージでも決して得意とは言い難い個人TTで最後までコンタドールに食い下がるなど執念を見せた。コンタドールとの差は昨年の4分11秒から僅か39秒まで縮まり、ヤン・ウルリッヒ以来となるマイヨ・ブラン3連覇も果たした。

- 表彰台の最後の一角を掴み取ったかに見えたのはデニス・メンショフ（ラボバンク）。目立たないながらも堅実に総合上位をキープし続け、最後の個人TTでサムエル・サンチェス（エウスカルテル・エウスカディ）を逆転。初のツールでの表彰台となった。しかし、2014年になってドーピング違反の判定を受け、成績剥奪となった[3]。一方、S・サンチェスは第9ステージ以降総合3位の座を守り続けていたが、第17ステージでの落車が響いたか個人TTで逆転を許してしまった。後日第17ステージでの落車で手首にヒビが入ったまま走り続けていたことが判明する。しかしコンタドールとメンショフの成績剥奪によって繰上げで総合2位となる。総合3位には当初総合5位扱いであったユルヘン・ファン・デン・ブルックが入った。二人の選手の成績剥奪が時期をずれて行われたため、表彰台に関係のない総合成績の2度目の繰上げは行われず、総合4位は空位となる。

- 昨年悔しい早期リタイアとなってしまったロベルト・ヘーシンク（ラボバンク）はメンショフを献身的にアシストしつつ自身も総合5位、ツール初出場となったホアキン・ロドリゲス（チーム・カチューシャ）も第12ステージを制して総合7位に入った。

- 第3ステージで果敢な逃げを見せて敢闘賞を獲得したライダー・ヘシェダル（ガーミン・トランジションズ）が総合でも6位と健闘。クリスティアン・ヴァンデヴェルデの早期リタイアによる急造エースながら第17ステージで4位に入るなど山岳での健闘が光った。

- 昨年現役復帰し総合3位、今年は自身のためのチーム、レディオシャックを立ち上げたランス・アームストロングだったが、プロローグで4位に入るなど幸先は良かったものの、第3ステージでパンクでタイムロスすると、第8ステージでは実に3度の落車に巻き込まれるなどして11分以上の遅れを喫してしまいマイヨ・ジョーヌ争いから完全に脱落。第16ステージで果敢な逃げを見せて一時ツールマレー峠を単独走行するという見せ場を作ったが、総合23位に終わった（後に成績剥奪）。チーム自体もセルジオ・パウリーニョが第10ステージを制したものの、総合ではクリス・ホーナーの9位が最高と振るわなかった。しかしチームのもう一つの目標であったチーム総合時間賞はケス・デパーニュとの争いを制して獲得、意地を見せた。

- マルコ・パンターニ以来となるダブルツールに挑んだイヴァン・バッソ（リクイガス・ドイモ）は、ピーキングをピレネーに合わせていた影響で序盤から遅れをとると、肝心のピレネーに入って発熱を伴う気管支炎を発症、第16、17ステージで大きく遅れて総合32位に沈んだ。リクイガス・ドイモ勢ではロマン・クロイツィガーが総合9位に入っている。悲願のグランツール初制覇に挑んだカデル・エヴァンスも、第8ステージでマイヨ・ジョーヌを獲得したが、そのステージ序盤での落車に巻き込まれた際に左肘を骨折。休息日を挟んだ第9ステージではその事実を隠して走っていたが、マドレーヌ峠で大きく遅れてしまい総合争いから脱落してしまった。その後も状態は上向かず総合26位に終わった。

- 昨年ステージ6勝と圧倒的な強さを見せたマーク・カヴェンディッシュ（チーム・HTC - コロンビア）はツール前までシーズン僅か3勝、第1ステージでは落車に巻き込まれてスプリントに参加できず、第4ステージではスプリントに全く伸びが無く惨敗に終わるなど状態が心配されたが、続く第5ステージで初勝利を挙げると完全に調子を取り戻したのか第6、11、18、最終パリ・シャンゼリゼゴールの第20ステージとステージ5勝。第5、6、11ステージはお得意の神速HTCトレインでつけいる隙すら与えずの勝利であったが、第11ステージ終了後に発射台のマーク・レンショーが危険行為で失格となるアクシデントがあったものの、第18、20ステージでは昨年に続いてまたも圧倒的な強さを見せつけた。特に第20ステージではトレイン無しにもかかわらず5車身差という大勝利をあげ2年連続のシャンゼリゼ勝者&現時点年間グランツール最多勝を手中に収める。しかし、第1、4ステージでポイントを稼げなかったことが最後まで響いてマイヨ・ヴェール獲得はまたもお預けとなった。

- カヴェンディッシュを抑えてマイヨ・ヴェールを獲得したのは第1、第4ステージを制したアレサンドロ・ペタッキ（ランプレ・ファルネーゼ＝ヴィーニ）。大会中盤以降はカヴェンディッシュに敵わないまでも堅実にステージ2位or3位を積み重ね続け、トル・フースホフト（サーヴェロ・テストチーム）との熾烈な争いを制した。また、史上4人目となる全グランツールポイント賞受賞達成者となった。

- マイヨ・ヴェール2連覇を狙ったトル・フースホフト（サーヴェロ・テストチーム）はクラシック+スプリントステージに設定され、フースホフトのためのステージとも呼ばれた第3ステージを制し、山岳ステージでは昨年に続いて逃げを打って中間スプリントポイントを稼ぐなどしたものの、肝心の大集団スプリントで下位に沈む場面が多く、ポイントを稼げなかったことが響き3位止まりに。また、第2ステージがニュートラルレースとなりポイントが無効となったことも災いした。

- 復活したロビー・マキュアン（カチューシャ）はステージ優勝こそ無かったものの、集団スプリントでは上位を獲得し続け、ヴェール獲得が無くなったのにもかかわらず山岳コースではリタイヤせず必死に走りきった。グランツール完走は08ツール以来2年ぶり。

- 他のスプリンターは注目されていなかったホセ・ホアキン・ロハス（ケス・デパーニュ）が4位に入ったのが特出であった。タイラー・ファーラー（ガーミン・トランジションズ）は第3ステージでの落車で手首にヒビが入り、第11ステージこそ上位に入るが他のステージは痛みのために思うようなスプリントが出来ず第12ステージでリタイヤ。エドヴァルド・ボアソン・ハーゲン（チームスカイ）も上位には入るが一伸び足りずに6位で終わった。

- マイヨ・ブラン・ア・ポア・ルージュはアントニー・シャルトー（Bbox ブイグテレコム）が獲得。シャルトーは逃げに乗った第8ステージでマドレーヌ峠を首位通過してジェローム・ピノー（クイックステップ）からジャージを奪取。その後ピノーとの争いは続いたが、登坂力に勝るシャルトーが徐々に引き離し、最後はクリストフ・モロー（ケス・デパーニュ）の追撃も振りきった。フランス人がツールにおける主要4賞を獲得するのは2004年のリシャール・ヴィランクの山岳賞以来6年ぶりとなる。

- 山頂ゴール自体が少なかったこと、そしてその山頂ゴールはコンタドール対アンディの激戦の舞台となってしまったため、ピュアクライマー単体の活躍の場はほとんど無く、アシスト重視となった。山岳賞の成績も1位シャルトーを除くと2位モロー、3位アンディ、4位コンタドール、5位クネゴ、6位サムエル・サンチェスとオールラウンダーが並び、その後も7位カザール、8位ピノー、9位ヴォクレール、10位フェドリゴとパンチャーが4人入る形に。今年は序盤のアタック合戦が行われずに、ほとんどがファーストアタックで決まってしまったのも平地アタック力に欠けるクライマー不遇の原因となってしまった。

- 2ステージのみとなったタイムトライアルは2ステージともファビアン・カンチェラーラ（サクソバンク）がぶっちぎりのタイムで勝利。ツアー・オブ・カルフォルニアやツール・ド・スイスでステージを落とし不調説もささやかれていたが、ツールにはきちんとコンディションを併せてきた。両ステージで2位に入ったトニー・マルティン（チーム・HTC - コロンビア）はまだ25歳ということで今後を期待できるライダーとなった。

- 総合成績こそジョン・ガドレ（Ag2r・ラ・モンディアル）の19位が最高と振るわなかったが、前述のシャルトーに代表されるように今大会ではフランス人の活躍が目立った。シルヴァン・シャヴァネル（クイックステップ）は第2、第7ステージで果敢な逃げで見事にステージ優勝、さらに両ステージ後にマイヨ・ジョーヌを獲得するなど序盤のレースを盛り上げ、2度目の総合敢闘賞も獲得した。それ以外にもサンディ・カザール（フランセーズ・デ・ジュー）、クリストフ・リブロン（Ag2r・ラ・モンディアル）、ピエリック・フェドリゴ、トマ・ヴォクレール（共にBbox ブイグテレコム）がそれぞれステージ1勝。最終的にフランス人全体で昨年の倍となるステージ6勝を挙げた。

- 昨年に続くツール出場となった新城幸也（Bbox ブイグテレコム）は、ジロ第5ステージのような派手な活躍こそ無かったが、第11ステージで6位、それ以外の平坦ステージでもセバスティアン・テュルゴのアシストをこなしつつコンスタントにステージ10位台を重ねて、ポイント賞争いで25位に入った。また総合112位で昨年に続いて完走を果たしている。

- 全参加選手197名中完走者は170名と1991年の158名（参加198名）を上回る過去最多を記録。例年他賞とは違った意味で注目されている総合最下位（ランタンルージュ）は、今回がグランツール初出場となるアドリアーノ・マローリ（ランプレ・ファルネーゼ＝ヴィーニ）となった。

## 参加チーム
3月30日に参加チームが発表された。プロツアー18チームとプロコンチネンタル4チームの計22チームが発表されたが、オランダスタートということもあり予想されたオランダのプロコンチネンタルチームの出場は見送られた。

### スタートリスト
7月1日現在
- 太字はプロツアーチーム。
中字はプロフェッショナルコンチネンタルチーム。
- 最終順位欄、「DNS」は該当ステージ出走せず、「DNF」は該当ステージ途中棄権、「HD」は該当ステージタイムオーバー、「DSQ」は該当ステージ失格。
- 選手名が斜字の選手は新人賞対象選手（1985年1月1日以降生まれの選手）。

| アスタナ |                              |          |
| No.      | 選手名                       | 最終順位 |
| 1        | アルベルト・コンタドール     | 成績剥奪 |
| 2        | ダビ・デ・ラ・フエンテ       | 110      |
| 3        | アンドリー・グリフコ         | 136      |
| 4        | ヘスス・エルナンデス         | 140      |
| 5        | マクシム・イグリンスキー     | 131      |
| 6        | ダニエル・ナバロ             | 49       |
| 7        | ベンハミン・ノバル           | 104      |
| 8        | パオロ・ティラロンゴ         | 54       |
| 9        | アレクサンドル・ヴィノクロフ | 16       |

| チーム・サクソバンク |                              |          |
| No.                  | 選手名                       | 最終順位 |
| 11                   | アンディ・シュレク           | 1        |
| 12                   | マティ・ブレシェル           | 142      |
| 13                   | ファビアン・カンチェラーラ   | 121      |
| 14                   | ヤコブ・フグルサング         | 50       |
| 15                   | スチュアート・オグレディ     | 149      |
| 16                   | フランク・シュレク           | 3･DNF    |
| 17                   | クリス・アンカー・セレンセン | 69       |
| 18                   | ニッキー・セレンセン         | 155      |
| 19                   | イェンス・フォイクト         | 126      |

| チーム・レディオシャック |                            |          |
| No.                      | 選手名                     | 最終順位 |
| 21                       | ランス・アームストロング   | 成績剥奪 |
| 22                       | ヤネス・ブライコヴィッチ   | 43       |
| 23                       | クリス・ホーナー           | 10       |
| 24                       | アンドレアス・クレーデン   | 14       |
| 25                       | リーヴァイ・ライプハイマー | 13       |
| 26                       | ドミトリー・ムラヴィエフ   | 148      |
| 27                       | セルジオ・パウリーニョ     | 46       |
| 28                       | ヤロスラフ・ポポヴィッチ   | 85       |
| 29                       | グレゴリー・ラスト         | 114      |

| チーム・スカイ |                                  |          |
| No.            | 選手名                           | 最終順位 |
| 31             | ブラッドリー・ウィギンス         | 24       |
| 32             | マイケル・バリー                 | 99       |
| 33             | スティーヴ・カミングス           | 151      |
| 34             | フアン・アントニオ・フレチャ     | 89       |
| 35             | サイモン・ジェラン               | 9･DNS    |
| 36             | エドヴァルド・ボアソン・ハーゲン | 116      |
| 37             | トーマス・ルヴクヴィスト         | 17       |
| 38             | セルヘ・パウウェルス             | 107      |
| 39             | ジェライント・トーマス           | 67       |

| リクイガス・ドイモ |                                  |          |
| No.                | 選手名                           | 最終順位 |
| 41                 | イヴァン・バッソ                 | 32       |
| 42                 | フランチェスコ・ベッロッティ     | 122      |
| 43                 | クリストヤン・コレン             | 94       |
| 44                 | ロマン・クロイツィガー           | 9        |
| 45                 | アリャクサンドル・クチュインスキ | 86       |
| 46                 | ダニエル・オッス                 | 124      |
| 47                 | マヌエル・クインツィアート       | 162      |
| 48                 | スィルヴェステル・シュムィド     | 61       |
| 49                 | ブリアン・ワンドボルグ           | 128      |

| ガーミン・トランジションズ |                                  |          |
| No.                        | 選手名                           | 最終順位 |
| 51                         | クリスティアン・ヴァンデヴェルデ | 3･DNS    |
| 52                         | ジュリアン・ディーン             | 157      |
| 53                         | タイラー・ファーラー             | 12･DNF   |
| 54                         | ライダー・ヘシェダル             | 7        |
| 55                         | ロバート・ハンター               | 11･DNS   |
| 56                         | マルテイン・マースカント         | 139      |
| 57                         | デヴィッド・ミラー               | 158      |
| 58                         | ヨハン・ファンスュメレン         | 30       |
| 59                         | デヴィッド・ザブリスキー         | 101      |

| フランセーズ・デ・ジュー |                            |          |
| No.                      | 選手名                     | 最終順位 |
| 61                       | クリストフ・ル・メヴェル   | 42       |
| 62                       | サンディ・カザール         | 25       |
| 63                       | レミ・ディ・グレゴリオ     | 78       |
| 64                       | アントニー・ジェラン       | 146      |
| 65                       | マテュー・ラダニュー       | 93       |
| 66                       | アントニー・ルー           | 167      |
| 67                       | ジェレミ・ロワイ           | 143      |
| 68                       | ウェスリー・ザルツバーガー | 152      |
| 69                       | ブノワ・ヴォグルナール     | 96       |

| チーム・カチューシャ |                              |          |
| No.                  | 選手名                       | 最終順位 |
| 71                   | ウラディミール・カルペツ     | 9･DNS    |
| 72                   | パヴェル・ブルット           | 102      |
| 73                   | セルゲイ・イワノフ           | 109      |
| 74                   | アレクサンドル・コロブネフ   | 65       |
| 75                   | ロビー・マキュアン           | 165      |
| 76                   | アレクサンドル・プリューシン | 108      |
| 77                   | ホアキン・ロドリゲス         | 8        |
| 78                   | ステイン・ファンデンベルフ   | 7･HD     |
| 79                   | エドゥアルド・ヴォルガノフ   | 79       |

| Ag2r・ラ・モンディアル |                            |          |
| No.                    | 選手名                     | 最終順位 |
| 81                     | ニコラス・ロッシュ         | 15       |
| 82                     | マキシム・ブエ             | 106      |
| 83                     | ディミトリ・シャンピオン   | 160      |
| 84                     | マルティン・エルミガー     | 75       |
| 85                     | ジョン・ガドレ             | 19       |
| 86                     | ダヴィ・ル・レイ           | 3･DNF    |
| 87                     | ロワイ・モンドリ           | 118      |
| 88                     | リナルド・ノチェンティーニ | 98       |
| 89                     | クリストフ・リブロン       | 28       |

| サーヴェロ・テストチーム |                            |          |
| No.                      | 選手名                     | 最終順位 |
| 91                       | カルロス・サストレ         | 20       |
| 92                       | シャビエル・フロレンシオ   | P･DNS    |
| 93                       | ヴォロディミール・グストフ | 34       |
| 94                       | ジェレミー・ハント         | 163      |
| 95                       | トル・フースホフト         | 111      |
| 96                       | アンドレアス・クリール     | 168      |
| 97                       | イグナタス・コノワロワス   | 127      |
| 98                       | ブレット・ランカスター     | 159      |
| 99                       | ダニエル・ロイド           | 164      |

| オメガファーマ・ロット |                              |          |
| No.                    | 選手名                       | 最終順位 |
| 101                    | ユルヘン・ファンデンブルック | 5        |
| 102                    | マリオ・アールツ             | 33       |
| 103                    | フランシス・デ・フレーフ     | 72       |
| 104                    | ミカエル・ドラージュ         | 2･DNF    |
| 105                    | セバスティアン・ラング       | 80       |
| 106                    | マシュー・ロイド             | 47       |
| 107                    | ダニエル・モレノ             | 21       |
| 108                    | ユルヘン・ルラントス         | 120      |
| 109                    | チャールズ・ウェジェリアス   | 11･DNS   |

| チーム・HTC - コロンビア |                              |          |
| No.                      | 選手名                       | 最終順位 |
| 111                      | マーク・カヴェンディッシュ   | 154      |
| 112                      | ベルンハルト・アイゼル       | 156      |
| 113                      | ベルト・グラプシュ           | 169      |
| 114                      | アダム・ハンセン             | 2･DNS    |
| 115                      | トニー・マルティン           | 137      |
| 116                      | マキシム・モンフォール       | 55       |
| 117                      | マーク・レンショー           | 11･DSQ   |
| 118                      | マイケル・ロジャース         | 37       |
| 119                      | カンスタンツィン・シウツォウ | 39       |

| BMC・レーシングチーム |                            |          |
| No.                   | 選手名                     | 最終順位 |
| 121                   | カデル・エヴァンス         | 26       |
| 122                   | アレッサンドロ・バッラン   | 87       |
| 123                   | ブレント・ブックウォルター | 147      |
| 124                   | マルクス・ブルクハルト     | 161      |
| 125                   | マティアス・フランク       | 1･DNS    |
| 126                   | ジョージ・ヒンカピー       | 59       |
| 127                   | カルステン・クローン       | 138      |
| 128                   | スティーヴ・モラビート     | 51       |
| 129                   | マウロ・サンタンブロージョ | 15･DNF   |

| クイックステップ |                                |          |
| No.              | 選手名                         | 最終順位 |
| 131              | シルヴァン・シャヴァネル       | 31       |
| 132              | カルロス・バレード             | 41       |
| 133              | ケヴィン・デ・ウェールト       | 18       |
| 134              | ドリス・デヴェネインス         | 144      |
| 135              | ジェローム・ピノー             | 66       |
| 136              | フランチェスコ・レダ           | 18･DNF   |
| 137              | ケヴィン・セールドラーイエルス | 134      |
| 138              | ユルヘン・ファン・デ・ワール   | 63       |
| 139              | マールテン・ワイナンツ         | 117      |

| チーム・ミルラム |                          |          |
| No.              | 選手名                   | 最終順位 |
| 141              | リーヌス・ゲルデマン     | 84       |
| 142              | ゲラルト・ツィオレック   | 133      |
| 143              | ヨハネス・フレーリンガー | 90       |
| 144              | ローガー・クルーゲ       | 9･DNS    |
| 145              | クリスティアン・クネース | 91       |
| 146              | ルーク・ロバーツ         | 103      |
| 147              | トーマス・ローレッガー   | 74       |
| 148              | ニキ・テルプストラ       | 3･DNS    |
| 149              | ファビアン・ヴェークマン | 119      |

| Bbox ブイグテレコム |                          |          |
| No.                 | 選手名                   | 最終順位 |
| 151                 | トマ・ヴォクレール       | 76       |
| 152                 | 新城幸也                 | 112      |
| 153                 | アントニー・シャルトー   | 44       |
| 154                 | ピエリック・フェドリゴ   | 57       |
| 155                 | シリル・ゴティエ         | 45       |
| 156                 | ピエール・ロラン         | 58       |
| 157                 | マテュー・スプリック     | 100      |
| 158                 | セバスティアン・テュルゴ | 113      |
| 159                 | ニコラ・ヴォゴンディ     | 88       |

| ケス・デパーニュ |                            |          |
| No.              | 選手名                     | 最終順位 |
| 161              | ルイス・レオン・サンチェス | 11       |
| 162              | ルイ・コスタ               | 73       |
| 163              | イマノル・エルビティ       | 77       |
| 164              | ホセ・イバン・グティエレス | 48       |
| 165              | ヴァシル・キリエンカ       | 60       |
| 166              | クリストフ・モロー         | 22       |
| 167              | マテュー・ペルジェ         | 64       |
| 168              | ルーベン・プラサ           | 12       |
| 169              | ホセ・ホアキン・ロハス     | 68       |

| コフィディス |                          |          |
| No.          | 選手名                   | 最終順位 |
| 171          | レイン・ターラミャエ     | 13･DNF   |
| 172          | ステファヌ・オジェ       | 153      |
| 173          | サミュエル・デュムラン   | 12･DNS   |
| 174          | ジュリアン・エル・ファレ | 27       |
| 175          | クリストフ・ケルン       | 97       |
| 176          | セバスティアン・ミナール | 92       |
| 177          | アマエル・モワナール     | 70       |
| 178          | ダミアン・モニエ         | 71       |
| 179          | レミ・ポリオル           | 38       |

| エウスカルテル・エウスカディ |                      |          |
| No.                          | 選手名               | 最終順位 |
| 181                          | サムエル・サンチェス | 4        |
| 182                          | イニャキ・イサシ     | 115      |
| 183                          | エゴイ・マルティネス | 40       |
| 184                          | フアン・ホセ・オロス | 7･DNS    |
| 185                          | アラン・ペレス       | 129      |
| 186                          | ルーベン・ペレス     | 95       |
| 187                          | アメツ・チュルカ     | 5･DNS    |
| 188                          | イバン・バラスコ     | 62       |
| 189                          | ゴルガ・ベルドゥゴ   | 36       |

| ラボバンク |                          |          |
| No.        | 選手名                   | 最終順位 |
| 191        | デニス・メンショフ       | 成績剥奪 |
| 192        | ラース・ボーム           | 130      |
| 193        | オスカル・フレイレ       | 141      |
| 194        | フアン・マヌエル・ガラテ | 35       |
| 195        | ロベルト・ヘーシンク     | 6        |
| 196        | コース・ムレンハウト     | 52       |
| 197        | グリシャ・ニールマン     | 56       |
| 198        | ブラム・タンキンク       | 16･DNS   |
| 199        | マールテン・チャリンヒー | 132      |

| ランプレ - ファルネーゼ・ヴィーニ |                              |          |
| No.                               | 選手名                       | 最終順位 |
| 201                               | ダミアーノ・クネゴ           | 29       |
| 202                               | グレガ・ボレ                 | 125      |
| 203                               | マウロ・ダ・ダルト           | 123      |
| 204                               | フランチェスコ・ガヴァッツィ | 105      |
| 205                               | ダニーロ・ホンド             | 135      |
| 206                               | ミルコ・ロレンツェット       | 166      |
| 207                               | アドリアーノ・マローリ       | 170      |
| 208                               | アレッサンドロ・ペタッキ     | 150      |
| 209                               | シモン・シュピラック         | 17･DNF   |

| フットオン・セルベット |                            |          |
| No.                    | 選手名                     | 最終順位 |
| 211                    | エロス・カペッキ           | 83       |
| 212                    | ホセ・アルベルト・ベニテス | 145      |
| 213                    | マヌエル・カルドソ         | 1･DNS    |
| 214                    | アルカイトス・ドゥラン     | 81       |
| 215                    | マルクス・アイベッガー     | 9･DNF    |
| 216                    | ファビオ・フェッリーネ     | 9･DNS    |
| 217                    | イバン・マヨス             | 16･DNS   |
| 218                    | アイトール・ペレス         | 82       |
| 219                    | ラファエル・バリュス       | 53       |

## 日程および各ステージ優勝・各個人賞の変遷
| 区間                                   | 日     | 行程                                                    | km         | 区間優勝                     | 総合首位                   | ポイント賞                                            | 山岳賞                 | 新人賞                                        | 敢闘賞                       | 備考     |
| -------------------------------------- | ------ | ------------------------------------------------------- | ---------- | ---------------------------- | -------------------------- | ----------------------------------------------------- | ---------------------- | --------------------------------------------- | ---------------------------- | -------- |
| P                                      | 7/3    | ロッテルダム                                            | 8.9        | ファビアン・カンチェラーラ   | ファビアン・カンチェラーラ | ファビアン・カンチェラーラ （ デヴィッド・ミラー ）   |                        | トニー・マルティン                            |                              | 個人TT   |
| 1                                      | 7/4    | ロッテルダム － ブリュッセル                            | 223.5      | アレサンドロ・ペタッキ       | ファビアン・カンチェラーラ | アレサンドロ・ペタッキ                                |                        | トニー・マルティン                            | マールテン・ワイナンツ       | 平坦     |
| 2                                      | 7/5    | ブリュッセル － スパ                                    | 201        | シルヴァン・シャヴァネル     | シルヴァン・シャヴァネル   | シルヴァン・シャヴァネル （ アレサンドロ・ペタッキ ） | ジェローム・ピノー     | トニー・マルティン                            | シルヴァン・シャヴァネル     | 丘陵     |
| 3                                      | 7/6    | ワンズ －アランベール・ポルト・ド・ヘーノート           | 213        | トル・フースホフト           | ファビアン・カンチェラーラ | トル・フースホフト                                    | ジェローム・ピノー     | ジェライント・トーマス                        | ライダー・ヘシェダル         | 平坦     |
| 4                                      | 7/7    | カンブレー －ランス                                     | 153.5      | アレサンドロ・ペタッキ       | ファビアン・カンチェラーラ | トル・フースホフト                                    | ジェローム・ピノー     | ジェライント・トーマス                        | ディミトリ・シャンピオン     | 平坦     |
| 5                                      | 7/8    | エペルネー －モンタルジ                                 | 187.5      | マーク・カヴェンディッシュ   | ファビアン・カンチェラーラ | トル・フースホフト                                    | ジェローム・ピノー     | ジェライント・トーマス                        | ホセ・イバン・グティエレス   | 平坦     |
| 6                                      | 7/9    | モンタルジ －グーニョン                                 | 227.5      | マーク・カヴェンディッシュ   | ファビアン・カンチェラーラ | トル・フースホフト                                    | ジェローム・ピノー     | ジェライント・トーマス                        | マテュー・ペルジェ           | 平坦     |
| 7                                      | 7/10   | トゥールニュ －レ・ルス                                 | 165.5      | シルヴァン・シャヴァネル     | シルヴァン・シャヴァネル   | トル・フースホフト                                    | ジェローム・ピノー     | アンディ・シュレク                            | ジェローム・ピノー           | 中級山岳 |
| 8                                      | 7/11   | レ・ルス －モルジヌ・アヴォリアズ                       | 189        | アンディ・シュレク           | カデル・エヴァンス         | トル・フースホフト                                    | ジェローム・ピノー     | アンディ・シュレク                            | マリオ・アールツ             | 山岳     |
| 7/12 休息日 （モルジヌ・アヴォリアズ） |        |                                                         |            |                              |                            |                                                       |                        |                                               |                              |          |
| 9                                      | 7/13   | モルジヌ・アヴォリアズ －サン＝ジャン＝ド＝モーリエンヌ | 204.5      | サンディ・カザール           | アンディ・シュレク         | トル・フースホフト                                    | アントニー・シャルトー | アンディ・シュレク （ ロベルト・ヘーシンク ） | ルイス・レオン・サンチェス   | 山岳     |
| 10                                     | 7/14   | シャンベリ －ギャップ                                   | 179        | セルジオ・パウリーニョ       | アンディ・シュレク         | トル・フースホフト                                    | ジェローム・ピノー     | アンディ・シュレク （ ロベルト・ヘーシンク ） | マリオ・アールツ             | 中級山岳 |
| 11                                     | 7/15   | シストロン －ブール＝レ＝ヴァロンス                     | 184.5      | マーク・カヴェンディッシュ   | アンディ・シュレク         | アレサンドロ・ペタッキ                                | ジェローム・ピノー     | アンディ・シュレク （ ロベルト・ヘーシンク ） | ステファヌ・オジェ           | 平坦     |
| 12                                     | 7/16   | ブール＝ド＝ペアージュ －マンド                         | 210.5      | ホアキン・ロドリゲス         | アンディ・シュレク         | トル・フースホフト                                    | アントニー・シャルトー | アンディ・シュレク （ ロベルト・ヘーシンク ） | アレクサンドル・ヴィノクロフ | 丘陵     |
| 13                                     | 7/17   | ロデーズ －ルヴェル                                     | 196        | アレクサンドル・ヴィノクロフ | アンディ・シュレク         | アレサンドロ・ペタッキ                                | アントニー・シャルトー | アンディ・シュレク （ ロベルト・ヘーシンク ） | フアン・アントニオ・フレチャ | 平坦     |
| 14                                     | 7/18   | ルヴェル －アクス・レ・テルム                           | 184.5      | クリストフ・リブロン         | アンディ・シュレク         | アレサンドロ・ペタッキ                                | アントニー・シャルトー | アンディ・シュレク （ ロベルト・ヘーシンク ） | クリストフ・リブロン         | 山岳     |
| 15                                     | 7/19   | パミエ －バニェール＝ド＝リュション                     | 187        | トマ・ヴォクレール           | アンディ・シュレク         | アレサンドロ・ペタッキ                                | アントニー・シャルトー | アンディ・シュレク                            | トマ・ヴォクレール           | 山岳     |
| 16                                     | 7/20   | バニェール＝ド＝リュション －ポー                       | 199.5      | ピエリック・フェドリゴ       | アンディ・シュレク         | トル・フースホフト                                    | アントニー・シャルトー | アンディ・シュレク                            | カルロス・バレード           | 山岳     |
| 7/21 休息日 （ポー）                   |        |                                                         |            |                              |                            |                                                       |                        |                                               |                              |          |
| 17                                     | 7/22   | ポー －ツールマレー峠                                   | 174        | アンディ・シュレク           | アンディ・シュレク         | トル・フースホフト                                    | アントニー・シャルトー | アンディ・シュレク                            | アレクサンドル・コロブネフ   | 山岳     |
| 18                                     | 7/23   | サリー＝ド＝ベアム －ボルドー                           | 198        | マーク・カヴェンディッシュ   | アンディ・シュレク         | アレサンドロ・ペタッキ                                | アントニー・シャルトー | アンディ・シュレク                            | ダニエル・オッス             | 平坦     |
| 19                                     | 7/24   | ボルドー －ポーイヤック                                 | 52         | ファビアン・カンチェラーラ   | アンディ・シュレク         | アレサンドロ・ペタッキ                                | アントニー・シャルトー | アンディ・シュレク                            |                              | 個人TT   |
| 20                                     | 7/25   | ロンジュモー －パリ（シャンゼリゼ通り）                 | 102.5      | マーク・カヴェンディッシュ   | アンディ・シュレク         | アレサンドロ・ペタッキ                                | アントニー・シャルトー | アンディ・シュレク                            |                              | 平坦     |
| 総距離                                 | 総距離 | 総距離                                                  | 3,641.4 km |                              |                            |                                                       |                        |                                               |                              |          |

## 最終成績

### 総合成績
| 順位     | 選手名                       | 国籍           | チーム                       | 時間                            |
| -------- | ---------------------------- | -------------- | ---------------------------- | ------------------------------- |
| 順位剥奪 | アルベルト・コンタドール     | スペイン       | アスタナ                     | 91時間58分48秒 -39秒            |
| 1        | アンディ・シュレク           | ルクセンブルク | チーム・サクソバンク         | 91時間59分27秒 (+39秒)          |
| 2        | デニス・メンショフ           | ロシア         | ラボバンク                   | +1分22秒 (+2分01秒)             |
| 2        | サムエル・サンチェス         | スペイン       | エウスカルテル・エウスカディ | +3分01秒 (+3分40秒)             |
| 3        | ユルヘン・ファンデンブルック | ベルギー       | オメガファーマ・ロット       | +6分15秒 (+6分54秒) (+6分54秒)  |
| 4        | 空位                         |                |                              |                                 |
| 5        | ロベルト・ヘーシンク         | オランダ       | ラボバンク                   | +8分52秒 (+9分31秒)             |
| 6        | ライダー・ヘシェダル         | カナダ         | ガーミン・トランジションズ   | +9分46秒 (+10分15秒)            |
| 7        | ホアキン・ロドリゲス         | スペイン       | チーム・カチューシャ         | +10分58秒 (+11分37秒)           |
| 8        | ロマン・クロイツィガー       | チェコ         | リクイガス・ドイモ           | +11分15秒 (+11分54秒)           |
| 9        | クリス・ホーナー             | アメリカ合衆国 | チーム・レディオシャック     | +11分23秒 (+12分02秒)           |
| 10       | ルイス・レオン・サンチェス   | スペイン       | ケス・デパーニュ             | +13分42秒 (+14分21秒)           |
| 11       | ルーベン・プラサ             | スペイン       | ケス・デパーニュ             | +13分50秒 (+14分29秒)           |
| 12       | リーヴァイ・ライプハイマー   | アメリカ合衆国 | チーム・レディオシャック     | +14分01秒 (+14分40秒)           |
| 13       | アンドレアス・クレーデン     | ドイツ         | チーム・レディオシャック     | +15分57秒 (+16分36秒)           |
| 14       | ニコラス・ロッシュ           | アイルランド   | Ag2r・ラ・モンディアル       | +16分20秒 (+16分59秒)           |
| 15       | アレクサンドル・ヴィノクロフ | カザフスタン   | アスタナ                     | +17分07秒 (+17分46秒)           |
| 16       | トーマス・ルヴクヴィスト     | スウェーデン   | チームスカイ                 | +20分07秒 (+20分46秒)           |
| 17       | ケヴィン・デ・ウェールト     | ベルギー       | クイックステップ             | +21分15秒 (+21分54秒)           |
| 18       | ジョン・ガドレ               | フランス       | Ag2r・ラ・モンディアル       | +23分25秒 (+24分04秒)           |
| 19       | カルロス・サストレ           | スペイン       | サーヴェロ・テストチーム     | +25分58秒 (+26分37秒)           |
| 20       | ダニエル・モレノ             | スペイン       | オメガファーマ・ロット       | +28分59秒 (+29分38秒)           |
| 110      | 新城幸也                     | 日本           | Bbox ブイグテレコム          | +3時間12分49秒 (+3時間13分20秒) |

### ポイント賞
| 順位 | 選手名                           | 国籍           | チーム                           | ポイント |
| ---- | -------------------------------- | -------------- | -------------------------------- | -------- |
| 1    | アレサンドロ・ペタッキ           | イタリア       | ランプレ・ファルネーゼ＝ヴィーニ | 243      |
| 2    | マーク・カヴェンディッシュ       | イギリス       | チーム・HTC - コロンビア         | 232      |
| 3    | トル・フースホフト               | ノルウェー     | サーヴェロ・テストチーム         | 222      |
| 4    | ホセ・ホアキン・ロハス           | スペイン       | ケス・デパーニュ                 | 179      |
| 5    | ロビー・マキュアン               | オーストラリア | チーム・カチューシャ             | 179      |
| 6    | エドヴァルド・ボアソン・ハーゲン | ノルウェー     | チームスカイ                     | 161      |
| 7    | セバスティアン・テュルゴ         | フランス       | Bbox ブイグテレコム              | 135      |
| 8    | ゲラルト・シオレック             | ドイツ         | チーム・ミルラム                 | 126      |
| 9    | ユルヘン・ルラントス             | ベルギー       | オメガファーマ・ロット           | 124      |
| 10   | ロワイ・モンドリ                 | フランス       | Ag2r・ラ・モンディアル           | 119      |
| 25   | 新城幸也                         | 日本           | Bbox ブイグテレコム              | 67       |

### 山岳賞
| 順位     | 選手名                   | 国籍           | チーム                           | ポイント |
| -------- | ------------------------ | -------------- | -------------------------------- | -------- |
| 1        | アントニー・シャルトー   | フランス       | Bbox ブイグテレコム              | 143      |
| 2        | クリストフ・モロー       | フランス       | ケス・デパーニュ                 | 128      |
| 3        | アンディ・シュレク       | ルクセンブルク | チーム・サクソバンク             | 116      |
| 順位剥奪 | アルベルト・コンタドール | スペイン       | アスタナ                         | 112      |
| 5        | ダミアーノ・クネゴ       | イタリア       | ランプレ・ファルネーゼ＝ヴィーニ | 99       |
| 6        | サムエル・サンチェス     | スペイン       | エウスカルテル・エウスカディ     | 96       |
| 7        | サンディ・カザール       | フランス       | フランセーズ・デジュー           | 93       |
| 8        | ジェローム・ピノー       | フランス       | クイックステップ                 | 92       |
| 9        | トマ・ヴォクレール       | フランス       | Bbox ブイグテレコム              | 82       |
| 10       | ピエリック・フェドリゴ   | フランス       | Bbox ブイグテレコム              | 72       |

### 新人賞
| 順位 | 選手名                   | 国籍           | チーム                    | 時間           |
| ---- | ------------------------ | -------------- | ------------------------- | -------------- |
| 1    | アンディ・シュレク       | ルクセンブルク | チーム・サクソバンク      | 91時間59分27秒 |
| 2    | ロベルト・ヘーシンク     | オランダ       | ラボバンク                | +8分52秒       |
| 3    | ロマン・クロイツィガー   | チェコ         | リクイガス・ドイモ        | +11分15秒      |
| 4    | ジュリアン・エル・ファレ | フランス       | コフィディス              | +52分43秒      |
| 5    | シリル・ゴティエ         | フランス       | Bbox ブイグテレコム       | +1時間24分33秒 |
| 6    | ヤコブ・フグルサング     | デンマーク     | チーム・サクソバンク      | +1時間37分53秒 |
| 7    | ラファエル・バリュス     | スペイン       | フットオン・セルベット    | +1時間41分48秒 |
| 8    | ピエール・ロラン         | フランス       | Bボックス・ブイグテレコム | +1時間46分03秒 |
| 9    | ジェライント・トーマス   | イギリス       | チームスカイ              | +1時間59分26秒 |
| 10   | ホセ・ホアキン・ロハス   | スペイン       | ケス・デパーニュ          | +2時間01分19秒 |

### チーム総合時間
| 順位 | チーム                       | 時間            |
| ---- | ---------------------------- | --------------- |
| 1    | チーム・レディオシャック     | 276時間02分03秒 |
| 2    | ケス・デパーニュ             | +9分15秒        |
| 3    | ラボバンク                   | +27分49秒       |
| 4    | Ag2r・ラ・モンディアル       | +41分10秒       |
| 5    | オメガファーマ・ロット       | +51分01秒       |
| 6    | アスタナ                     | +56分16秒       |
| 7    | クイックステップ             | +1時間06分23秒  |
| 8    | エウスカルテル・エウスカディ | +1時間23分02秒  |
| 9    | リクイガス・ドイモ           | +1時間29分14秒  |
| 10   | Bbox ブイグテレコム          | +1時間54分18秒  |

総合敢闘賞選手
- シルヴァン・シャヴァネル（ フランス、クイックステップ）